# Uomo 3-D
L'Uomo 3-D (3-D Man), è il nome di diversi personaggi dei fumetti, pubblicati dalla Marvel Comics.
- Il primo, i cui veri nomi sono Hal Chandler e Charles Chandler, creato da Roy Thomas (testi) e Jim Craig (disegni). La sua prima apparizione è in Marvel Premiere n. 35 (aprile 1977), che venne tradotto in italiano diviso in due parti su Gli Eterni (Editoriale Corno) n. 23-24 (gennaio 1980-febbraio 1980), le cui avventure si svolgono negli anni cinquanta.
- Il secondo, il cui vero nome è Delroy Garrett Jr., creato da Kurt Busiek (testi) e George Pérez (disegni). La sua prima apparizione risale a The Avengers (terza serie) n. 8 (settembre 1998).

## Biografia dei personaggi

### Hal Chandler e Charles "Cuck" Chandler
Mentre collaudava il razzo sperimentale della NASA XF-13, il pilota Charles "Chuck" Chandler fu rapito dagli alieni Skrull. Costoro tentarono di interrogarlo, ma Chuck riuscì a fuggire danneggiando il loro propulsore di distorsione e la navetta aliena esplose, ma durante la fuga Chuck fu esposto a una strana radiazione. L'XF-13 si schiantò nel deserto del Mojave e mentre suo fratello Hal, con cui era cresciuto insieme a Los Angeles, tentò di salvarlo Chuck scomparve. Successivamente Hal scoprì che l'immagine di Chuck era stata impressa sulle lenti dei suoi occhiali, e che indossandoli e concentrandosi era in grado di far materializzare il fratello. In questa nuova forma Chuck indossa un costume verde e rosso e la sua forza, velocità e resistenza sono triplicate.
In più occasioni la mente di Hal ha occupato il corpo di 3-D Man, e c'è il sospetto che la mente dell'eroe sia una combinazione di quelle di Hal e Chuck (quest'ultima spesso dominante).
Dopo numerose avventure, tra cui impedire svariati piani di conquista da parte degli Skrull, Hal decide di lasciare libero suo fratello in un'altra dimensione smettendo di essere così 3-D Man, ma quando incontrò Bruce Banner e temendo che questi potesse trasformarsi in Hulk, usò i suoi occhiali per invocare Chuck un'ultima volta.
In tempi recenti i poteri di 3-D Man sono stati utilizzati dalla Triune Understanding, per potenziare Triathlon, a costo della capacità di separarsi per i fratelli Chandler. Grazie all'aiuto dei Vendicatori la situazione si è risolta.
Dopo aver firmato l'atto di registrazione dei supereroi e aver svolto un periodo di addestramento a Camp Hammond, Triathlon ha cambiato la propria identità in quella di 3-D Man (Delroy Garrett), e sta svolgendo un importante ruolo nella Secret Invasion degli Skrull.

### Delroy Garrett Jr.
Delroy Garrett è un corridore olimpico vincitore di diverse medaglie ma la cui carriera è stata interrotta quando si è scoperto che faceva uso di steroidi. In seguito Delroy ha iniziato a frequentare la Triune Understanding per ricominciare ad avere fiducia in se stesso e il leader dell'organizzazione, Jonathan Tremont, ha fatto in modo che ottenesse i poteri del 3-D Man originale (Hal e Chuck Chandler), che era riuscito ad rubare. Delroy crede così tanto negli insegnamenti di Tremont che non sospetta l'origine dei suoi poteri, ma pensa che siano dovuti all'emergere del suo potenziale nascosto. Così Delroy diventa non solo un supereroe usando l'identità di Triathlon, ma anche il portavoce della Triune Understanding. Presto si incontrò con i Vendicatori e li aiutò a sconfiggere il trafficante d'armi Moses Magnum, questo fu solo il primo incontro con gli eroi più potenti della terra. Poco dopo, infatti, li aiutò nuovamente contro Lord Templar e Pagan durante la cerimonia di inaugurazione della nuova sede della Triune Understanding e in quest'occasione, dopo la fuga dei due aggressori, Tremont incolpò i Vendicatori per i danni subiti e iniziò una campagna diffamatoria contro la squadra di eroi sostenendo che fossero intolleranti verso la religione e razzisti. Ma con un colpo di scena lo stesso Tremont perdonò pubblicamente i Vendicatori che accettarono le scuse con riluttanza. Durante la conferenza stampa Tremont è attaccato da un terrorista, ma anche in questa occasione la collaborazione tra Triathlon e i Vendicatori pose fine alla minaccia. Duane Freeman, all'epoca il contatto tra i Vendicatori e il governo USA, suggerì che la squadra avrebbe dovuto accogliere Triathlon tra le sue file per calmare ulteriormente la cattiva pubblicità diretta contro i Vendicatori.
All'inizio, pur essendo un membro molto valido, Triathlon si lamentava e litigava costantemente con gli altri compagni di squadra poiché pensava fossero intolleranti e lo avessero accolto nella squadra solo per salvarsi la faccia. Ma presto dopo una discussione con Warbird (Ms. Marvel), che gli suggeriva di provare a collaborare con i suoi compagni di squadra per provare che aveva torto, Delroy si convinse che i Vendicatori erano brave persone e divenne un buon elemento per la squadra, addirittura rifiutando a volte di svolgere le sue mansioni per la Triune Understanding se queste erano in conflitto con i suoi compiti di Vendicatore.
Successivamente quando Kang conquistò la terra, un essere di immenso potere entrò nel sistema solare. Questi era il "Triplo Male" che Tremont attendeva e per cui aveva fondato la Triune Understanding. I Vendicatori affrontarono la minaccia e la verità venne a galla: Tremont cercava il potere del "Triplo Male" per se stesso, e per questo in passato aveva rubato i poteri del 3-D Man originale e resuscitato i suoi due fratelli che divennero Pagan e Lord Templar. Aveva così formato la Triune Understanding per cercare gli altri frammenti del triangolo del potere, e l'ultimo pezzo che cercava era contenuto nel "Triplo Male". Durante la battaglia Tremont uccise i suoi fratelli e gli adepti della sua setta assorbendo le loro energie dentro di sé per poter sconfiggere il "Triplo Male" e divenire un dio in terra, ma riuscì solo a perdere il controllo dei poteri. Ma Triathlon riuscì a incanalare i poteri di Tremont e a sconfiggere il "Triplo Male", comprendendo che questo potere poteva essere controllato solo da chi si è sforzato per gli altri e non solo per se stesso.
Alla fine i Vendicatori rientrarono sulla terra e nuovamente grazie all'aiuto di Triathlon riuscirono a sconfiggere Kang e Scarlet Centurion, e poco dopo Delroy dissolse le rimanenti energie della piramide per impedire che qualcuno ne facesse un cattivo uso, non prima di aver riportato l'originale 3-D Man e suo fratello alle loro forme originali.
Alla fine Triathlon lasciò i Vendicatori.

#### Civil War
Durante i fatti di Civil War Garrett si alleò con i Vendicatori Segreti di Capitan America poiché non d'accordo con l'A.R.S.(Atto di Registrazione dei Supereroi), ma con la vittoria della fazione pro-registrazione Delroy fu recrutato dall'Iniziativa dei 50 Stati sia come istruttore di nuove reclute, che a sua volta, come recluta per perfezionare l'uso dei suoi poteri. Gli è stata assegnata la guida della squadra che presta servizio nelle Hawaii, squadra che guida con il nome in codice di 3-D Man.

## Altre versioni
in What If (prima serie) n. 9, l'agente dell'FBI Jimmy Woo convinse 3-D Man a formare, insieme ad altri eroi, i Vendicatori. Gli eventi di Avengers Forever hanno cancellato quell'avventura, ma una missione simile si è svolta nella miniserie Agents of Atlas del 2006. In quest'occasione 3-D Man non compare nella formazione in quanto, anche se le sue avventure si svolgono negli anni cinquanta, non è un personaggio della Atlas Comics.

## Poteri e abilità
- Hal Chandler poteva, concentrandosi sull'immagine del fratello impressa sulle lenti dei suoi occhiali, evocare 3-D Man ma a costo della perdita dei sensi. 3-D Man possedeva una forza, una velocità e una resistenza tre volte superiori al normale. Ognuno dei suoi sensi è sviluppato tre volte quelli di un normale essere umano, la sua vista e il suo udito sono così sviluppati che può vedere addirittura gli infrarossi senza l'usilio di eventuali apparecchiature o sentire diverse frequenze non percettibili all'orecchio umano. Nonostante ciò i suoi poteri sono attivi solo per tre ore ogni volta che viene evocato, e scaduto questo tempo 3-D Man torna alla dimensione dove risiede.
- Delroy Garrett Jr. possiede gli stessi poteri dell'originale 3-D Man. È tre volte più forte, veloce e resistente di una persona all'apice delle sue capacità fisiche. Lo stesso vale per i suoi sensi, tre volte più potenti del normale. Può, inoltre, guarire le sue ferite in un terzo del tempo necessario.